# Giovanni Buonconsiglio
Giovanni Buonconsiglio, kallad Marescalco, död omkring 1536, var en italiensk målare från Vicenza, verksam 1495-1514.

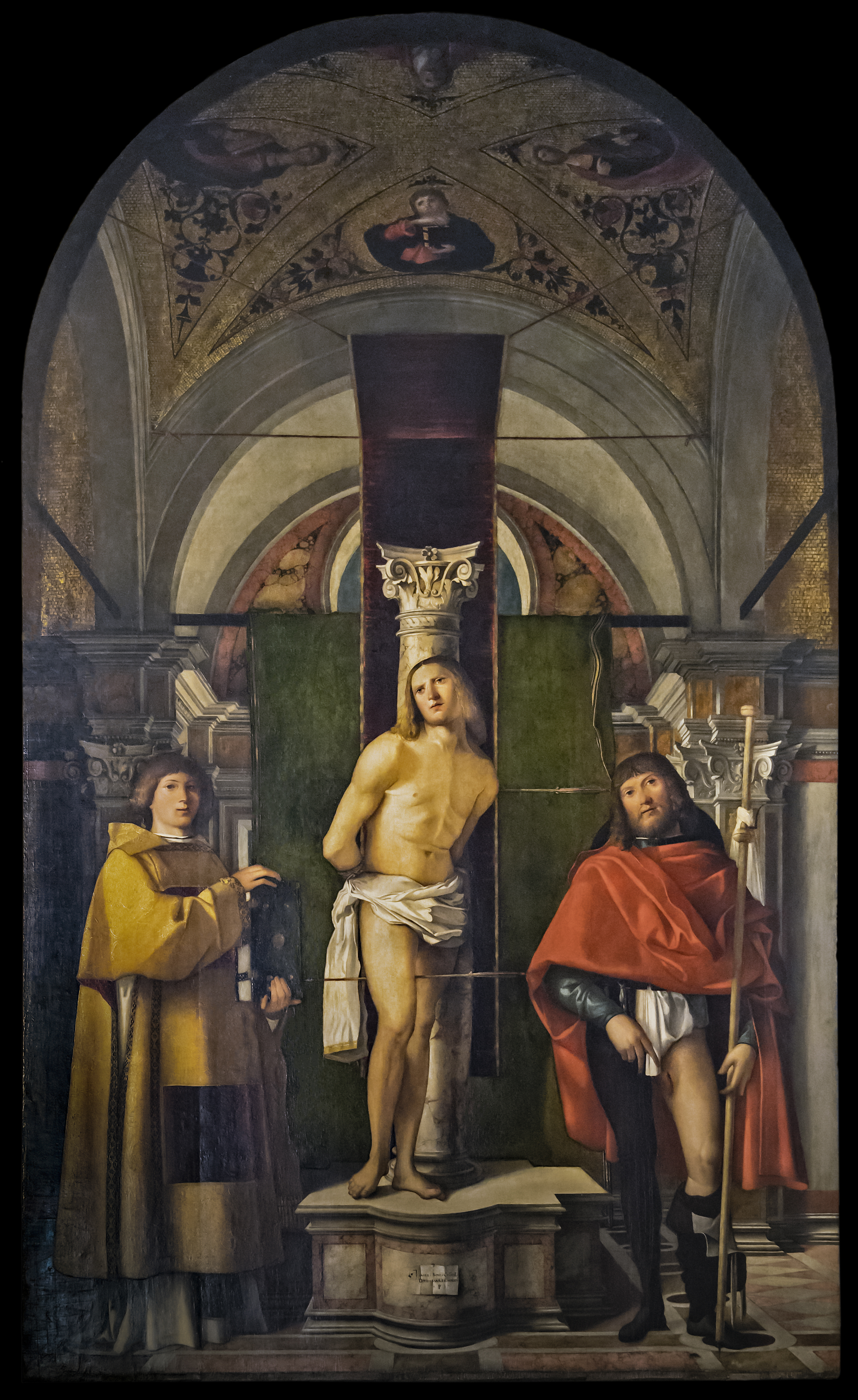
St. Sebastian med St. Lawrence och St. Roch San Giacomo dall'Orio (Venedig)

Buonconsiglio utgick från sin hemstads konst under Bartolomeo Montagnas inflytande, och upptog under en tid i Venedig drag av Giovanni Bellinis konst. Galleriet i Vicenza bevarar hans främsta verk, Kristi begråtelse.